# Geofizika

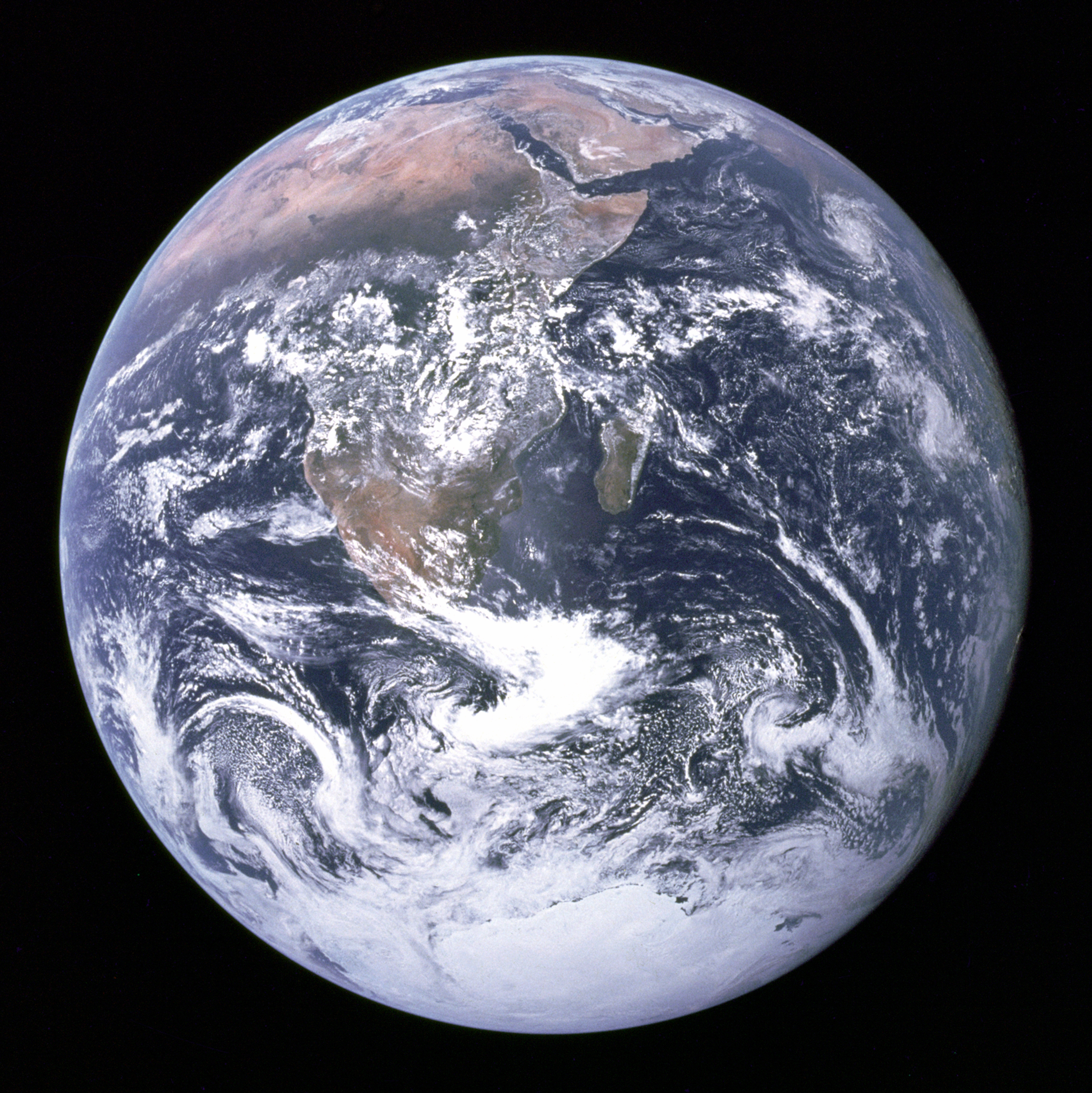
Kilátás a Földre az Apollo–17-ről

A geofizika a földtudományok közé tartozó tudományág, amely a Föld (és tágabb értelemben a bolygók) belsejében és környezetében zajló fizikai jelenségeket, azok mérhető fizikai jellemzőit vizsgálja különböző léptékben.
A kutatási cél szempontjából általában két fő csoportra osztják: általános, és gyakorlati geofizikára. Előbbire számos idegen nyelvhez hasonlóan a Föld fizikája megnevezés is használatos, amely jól kifejezi a célt, a földi környezet tudományos célú megismerését. Az általános geofizika elsősorban a Föld egészével, öves szerkezetével, a lemeztektonika fizikai folyamataival, a Föld körüli térséggel és a Nap-Föld kapcsolatokkal foglalkozik. Részterületei közül érthető okokból kiemelt figyelmet kap a földrengéstan vagy más néven szeizmológia.
A gyakorlati geofizikát műszaki tudománynak is tekinthetjük, szorosan kötődik a közvetlenül hasznosítható kutatási célokhoz, nyersanyagkutatáshoz, műszaki és környezeti problémák megoldásához. A geofizika alkalmazása különösen a szénhidrogén-kutatásban elterjedt, ahol nagy szerepe van a kutatófúrások kitűzésében és vizsgálatában, az utóbbi időben a termelés optimalizálásában. Sok alkalmazásnál kiemelten fontos, hogy a geofizikai módszerek általában nem teszik szükségessé a vizsgált közeg feltárását, tehát ún. roncsolásmentes módszerek.

## Szakterületi felosztása

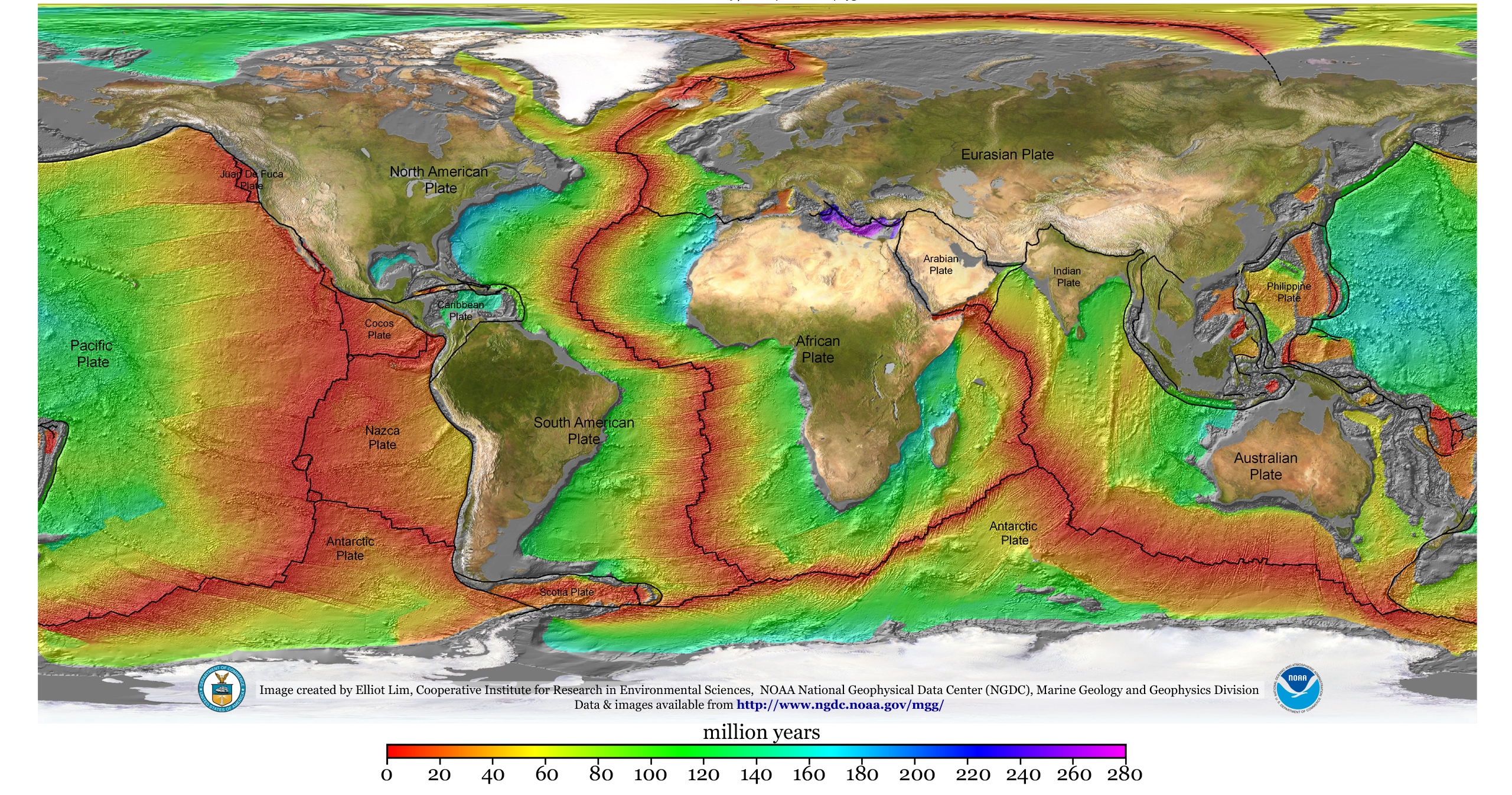
Az óceáni litoszféra térképe

Az általános geofizika igen szoros kapcsolatban, részben átfedésben van a geodinamikával, és mind az általános, mind a gyakorlati geofizika szorosan együttműködik a földtani kutatással (geológiával), illetve megfelelő ágaival. Általános értelemben a geofizika része a bolygótudománynak (planetológia), de mivel egyrészt jelenleg a Földről minden más bolygónál többet tudunk, másrészt a Föld működése a jelenlegi ismereteink szerint igencsak egyedi, a geofizika önállósága a jövőben is indokolt.
A geofizikán belül az egyes kutatási ágakat a különféle fizikai jelenségcsoportok (pl. gravitáció, mágnesség stb.), illetve az észlelt vagy keltett fizikai jel (pl. elektromos áram vagy radioaktív sugárzás) alapján szokás csoportosítani. Az ezekre épülő vizsgálati módszerekkel általában valamely mérhető fizikai paramétert vizsgálnak egy adott térrészben (pl. a Föld felső kérgének fajlagos elektromos ellenállás- és hőáram-eloszlását, a Föld öveiben terjedő szeizmikus hullámok sebesség- és amplitúdóviszonyait, a Föld körüli mágneses tér időbeli változását).
A legtöbb általános geofizikai kutatási ágnak megvan a megfelelő gyakorlati geofizikai kutatómódszere. (Pl. a geomágnességhez kapcsolható a geomágneses kutatómódszer.)
Az általános geofizika fő kutatási területei:
- a Föld és a bolygók alakja és nehézségi erőtere (a Föld esetében szoros kapcsolatban a geodéziával)
- földmágnesség
- szeizmológia (földrengéstan)
- általános geotermika és radiometria
- aeronómia és a Föld körüli térség fizikája.

A gyakorlati geofizikához szokás sorolni a következő kutatási ágakat:
- szeizmika
- mélyfúrási geofizika (más néven karotázs)
- geoelektromos kutatómódszer
- gravitációs kutatómódszer
- geomágneses kutatómódszer és paleomágnesség
- gyakorlati geotermika
- mérnökgeofizika (pl. földradaros vizsgálatok)
- régészeti geofizika és archeomágnesség.

## Gyakorlati jelentősége
Az általános geofizika talán legfontosabb gyakorlati alkalmazása a földrengés-veszélyeztetettség vizsgálata. Emellett a felsőgeodézia számára a nagy pontosságú helymeghatározáshoz szolgáltat fontos adatokat.
A gyakorlati geofizikai kutatás kiemelkedő területe a szénhidrogén-kutatás, melyben főleg, de nem kizárólag két gyakorlati geofizika ág játszik nagy szerepet: a szeizmika és a mélyfúrási geofizika. A gyakorlati geofizika egyre fontosabb területe a mérnökgeofizika, amely a geotechnika és talajmechanika szakterületekkel karöltve szerepet kap a különféle építkezések (hidak, magas épületek, autópályák) kivitelezése során. A régészeti geofizikai felmérések pedig a nagylétesítmények (bevásárlóközpontok, autópályák, erőművek) építését megelőző régészeti feltárásban és az esetleges leletmentés előkészítésében játszik egyre fontosabb szerepet.

## Magyar vonatkozásai
A geofizikának fontos magyar vonatkozásai is vannak. Eötvös Lorándnak az általa kifejlesztett torziós ingával végzett geofizikai kutatásai, mellyel az eltemetett földtani szerkezetek gravitációs kutatását alapozta meg, világhírűek. Az ELTE-n 1949-ben Magyarországon először alakult Geofizikai Tanszék, melynek első tanszékvezetője Egyed László volt. Magyarország a kezdetektől fogva tagja a nemzetközi (pl. geomágneses, szeizmológiai) megfigyelőhálózatoknak. Obszervatóriumok működnek Nagycenken és Tihanyban.
A Pannon-medence – éppen a medence jellege és más sajátosságai, például magas hőárama miatt – a geofizikai kutatások kedvelt területe, ezért a világ számos részéről érkeznek vendégkutatók kutatási céllal Magyarországra. A geofizikai műszerfejlesztés is nagy hagyományokkal rendelkezik, főleg az 1907-ben alapított Eötvös Loránd Geofizikai Intézet (ELGI) keretében. A Magyarországon szénhidrogén-kutatást végző cégek kiterjedt geofizikai vizsgálatokat (főleg szeizmikus kutatást) is végeznek.